# Hans Liesche
Hans Liesche (Hamburg, 11 d'octubre de 1891 – Berlín, 30 de març de 1979) va ser un atleta alemany, especialista en salt d'alçada, que va competir a principis del segle xx.
El 1912 va prendre part en els Jocs Olímpics, d'Estocolm, on disputà la prova del salt d'alçada del programa d'atletisme. En ella guanyà la medalla de plata, en quedar rere Alma Richards i per davant de George Horine.
Liesche va guanyar els campionats nacionals el 1911, 1912, 1913 i 1915, i fou subcampió en 1918.